# Epicypta forattinii
Epicypta forattinii är en tvåvingeart som beskrevs av Lane 1960. Epicypta forattinii ingår i släktet Epicypta och familjen svampmyggor. Inga underarter finns listade i Catalogue of Life.